# Sam Hultin
Sam Hultin, född 1982, är en svensk konstnär.

## Biografi
Sam Hultin är verksam i Stockholm och har utbildat sig vid Konstfack. Hen har även studerat vid Konstskolan Idun Lovén i Stockholm. Hens verk finns representerade i samlingarna på Moderna Museet, Statens konstråd, Gotlands konstmuseum, Göteborgs konstmuseum och Malmö konstmuseum. 

## Konstnärskap
Sam Hultin arbetar utifrån teman som queer historia, identitet och gemenskap. Hen har bland annat arbetat med queera stadsvandringar i verket I'm every lesbian (2013–2016) som bygger på berättelser av lesbiska från specifika platser, Eva-Lisas monument som går i transkvinnan och aktivisten Eva-Lisa Bengtssons fotspår samt Mitt Queera Göteborg som är baserad på berättelser av HBTQI+personer boendes i Göteborg.

## Separatutställningar (urval)
- 2024 Sunday Night Spells, Gotlands Konstmuseum, Visby[5]
- 2019 Framtiden tillhör dem som tror på skönheten i sina drömmar, Österängens konsthall, Jönköping[6]
- 2019 Innan vi fanns, Kulturhuset Leoparden, Uppsala
- 2019 Fremtiden tillhör dem som tror på skönheten i sina drömmar, Studio 17, Stavanger
- 2018 Segern i förskott/Innan vi fanns vid Nemeshallen, Mölnlycke kulturhus, Mölnlycke
- 2018 Vi som längtar till framtiden, Norrtälje konsthall, Norrtälje
- 2017 A Matter of Time, Konsthall C, Stockholm
- 2016 I'm Every Lesbian, Munchmuseet, Oslo[7]

## Priser och utmärkelser
- 2024 Per Granneviks stipendium[8]
- 2023 Årets Eldsjäl - RFSL Stockholm[9]